# Duba (Ukraina)
Duba (ukr. Дуба) – wieś na Ukrainie, w rejonie kałuskim (do lipca 2020 r. w rejonie rożniatowskim) obwodu iwanofrankiwskiego. Centrum Dubowskiej hromady wiejskiej.